# International Center on Nonviolent Conflict
L'International Center on Nonviolent Conflict (literalment, en català: Centre Internacional sobre Conflictes Noviolents) és una fundació educativa independent i sense ànim de lucre, fundada per Jack DuVall i Peter Ackerman l'any 2002. Promou l'estudi i la utilització d'estratègies de la No-violència per part de moviments de base civil per establir i defensar els drets humans i la justícia social i la democràcia.